# Belisario Domínguez
Belisario Domínguez Palencia (Comitán, 1863. április 25. – Mexikóváros, 1913. október 7.)  mexikói politikus, akit ellenfelei a mexikói forradalom során meggyilkoltak.

## Élete
1863-ban született a déli Chiapas állam Comitán nevű városában. Nagyapja, Pantaleón Domínguez szabadelvű politikus volt, aki harcolt a reformháborúban és a francia megszállók ellen, 1864 és 1875 között pedig három alkalommal is volt az állam kormányzója. Apja szintén szabadelvű volt, és szintén harcolt a franciák ellen, egyik lábát is akkor vesztette el, amikor ellenük védte Comitánt. Anyja a guatemalai származású Pilar Palencia volt.
Iskoláit szülővárosában kezdte, majd a San Cristóbal de las Casas-i Instituto de Ciencias y Artesben tanult, 1879-ben pedig Európába utazott, ahol beiratkozott egy párizsi orvosi iskolába. 1889. július 17-én kapta meg sebészi, szülészi és szemészi oklevelét, majd december 14-én hazatért Comitánba, ahol 1890 elején saját rendelőt nyitott. Nem csak saját településén gyógyított, hanem hosszú utazásokat is tett a környéken, hogy a szegény falvak betegeit is ellássa. Unokatestvérét, Delina Zebadúát vette feleségül, ám az asszony 1902-re nagyon beteg lett. Hogy ellássa, Mexikóvárosba költöztek, de Zebadúa 1903-ban elhunyt.
Ugyancsak 1903-ban megírta Chiapas című írását, amelyben arra panaszkodik, hogy bár az állam adottságainál fogva igen gazdag is lehetne, mégis mekkora szegénységben él az ottaniak többsége, főként a rossz kormányzás miatt. Felhívta az újságírókat, hogy vegyenek részt egy Chiapasszal kapcsolatos kampányban, ám ez a felhívás jórészt visszhang nélkül maradt. 1904-ben ő maga alapított újságot Comitánban, El Vate címmel, amelyben Porfirio Díaz elnök és annak híve, a chiapasi kormányzó ellen szóló cikkeket jelentetett meg. Egyúttal Fraternidad („Testvériség”) névvel gyógyszertárat is nyitott, ahol a szegényeknek alacsony áron kínálta a gyógyszereket.
Az idő múlásával Domínguez egyre közeledett a politikához. Amikor az addig sikeresen működő comitáni polgári kórház tőkéjét elkobozták, szembeszállt Rafael Pimentel kormányzóval, aki hamarosan kénytelen volt visszatéríteni a pénzt. 1911-ben a szabadelvű párt színeiben indult a községi elnöki választáson, és nyert is, majd 1912-ben Chiapasi Szabadelvű Klub jelöltjeként helyettes szenátorrá választották. 1913-ban Ricardo nevű fiának tanulmányai érdekében Mexikóvárosba ment, ahol februárban a San Juan de Letrán utcai Hotel Jardín szálloda erkélyéről személyes tanúja volt a tragikus tíz nap néven elhíresült forradalmi eseményeknek és Victoriano Huerta erőszakos hatalomátvételének. A sérültek számára felajánlotta orvosi segítségét.
Március 3-án elhunyt Leopoldo Gout képviselő, akinek megüresedett helyét ő töltötte be: a szenátusba visszatérve a maderisták csoportjához csatlakozott. Április 25-én Francisco León de la Barra külügyminiszter azt javasolta, hogy tegyék lehetővé a Veracruzban horgonyzó amerikai hajók hosszabb maradását, Domínguez azonban szenvedélyes beszédben fejtette ki, hogy miért nem támogatja ezt a javaslatot: mivel ezzel szerinte bizalmat szavazva annak a Huerta-kormánynak, amely Madero elnök és Pino Suárez alelnök meggyilkolásával jutott hatalomra. A szeptember 16-i ülésen, bár a fogadóbizottság tagja volt, visszautasította, hogy kezet fogjon Huertával, 23-án és 29-én pedig a kamara soros elnöke megvétózta, hogy elmondja beszédeit, mivel azokban Huerta elnököt gyilkosnak, árulónak és a nemzet szégyenének nevezte volna, és lemondásra szólította volna fel. Így ezeket a megírt beszédeket kinyomtatta és María Hernández Zarco segítségével terjeszteni kezdte. Válaszként október 7-én éjjel fél 12-kor az elnök emberei kirángatták szállodai szobájából, egy tacubayai házba vitték, majd a felbérelt erőszaktevők (Gilberto Márquez, Alberto Quiroz, José Hernández és Gabriel Huerta) megkínozták és megölték. A holttestet megpróbálták elégetni, de végül inkább a coyoacáni temető közelében egy vékony réteg föld alá ásták el. Az eset egy ideig még nem került nyilvánosságra.
Az október 9-i és 10-i üléseken Domínguez eltűnése viharos hangulatot teremtett. A chiapasi képviselők kezdeményezésére a képviselőház is támogatta, hogy vizsgálják ki az ügyet, és a szenátus szolidaritását kérte. Huerta azonban azt követelte a képviselőktől, hogy vonják vissza a javaslatot, és miután ezt nem tették meg, erővel feloszlattatta a kamarát, és 110 képviselőt bebörtönöztetett. Az eset miatt végleg összedőlt a Huerta-kormány legitimitásának még a látszata is. A kormánnyal több korábbi támogatója is szembefordult, sőt, nemzetközi presztízse is lecsökkent.
Az utókor már többnyire pozitívan ítéli meg Domínguez tevékenységét. Egy 1953. január 28-án közzétett rendelet létrehozta a Belisario Domínguez-díjat, amelyet a szenátus minden október 7-én ad át a szerinte arra érdemes mexikói kitüntetetteknek. Szülővárosa, Comitán, 1915. szeptember 3-án az ő tiszteletére vette fel a Comitán de Domínguez hivatalos nevet.